# Secteur pavé de Tilloy-lez-Marchiennes à Sars-et-Rosières
Le secteur pavé de Tilloy-lez-Marchiennes à Sars-et-Rosières est un secteur pavé de la course cycliste Paris-Roubaix situé dans la commune de Tilloy-lez-Marchiennes avec une difficulté actuellement classée quatre étoiles.
Le secteur est emprunté dans sa totalité lors de la cinquième étape du Tour de France 2014 dans le sens Sars-et-Rosières vers Tilloy-lez-Marchiennes. Il est le sixième des neuf secteurs traversés de l'étape. Il fait partie du parcours en 2022 lors de la 5e étape.

## Caractéristiques
- Longueur : 2 400 m
- Difficulté : 4 étoiles
- Secteur n° 15 (avant l'arrivée)

## Galerie photos

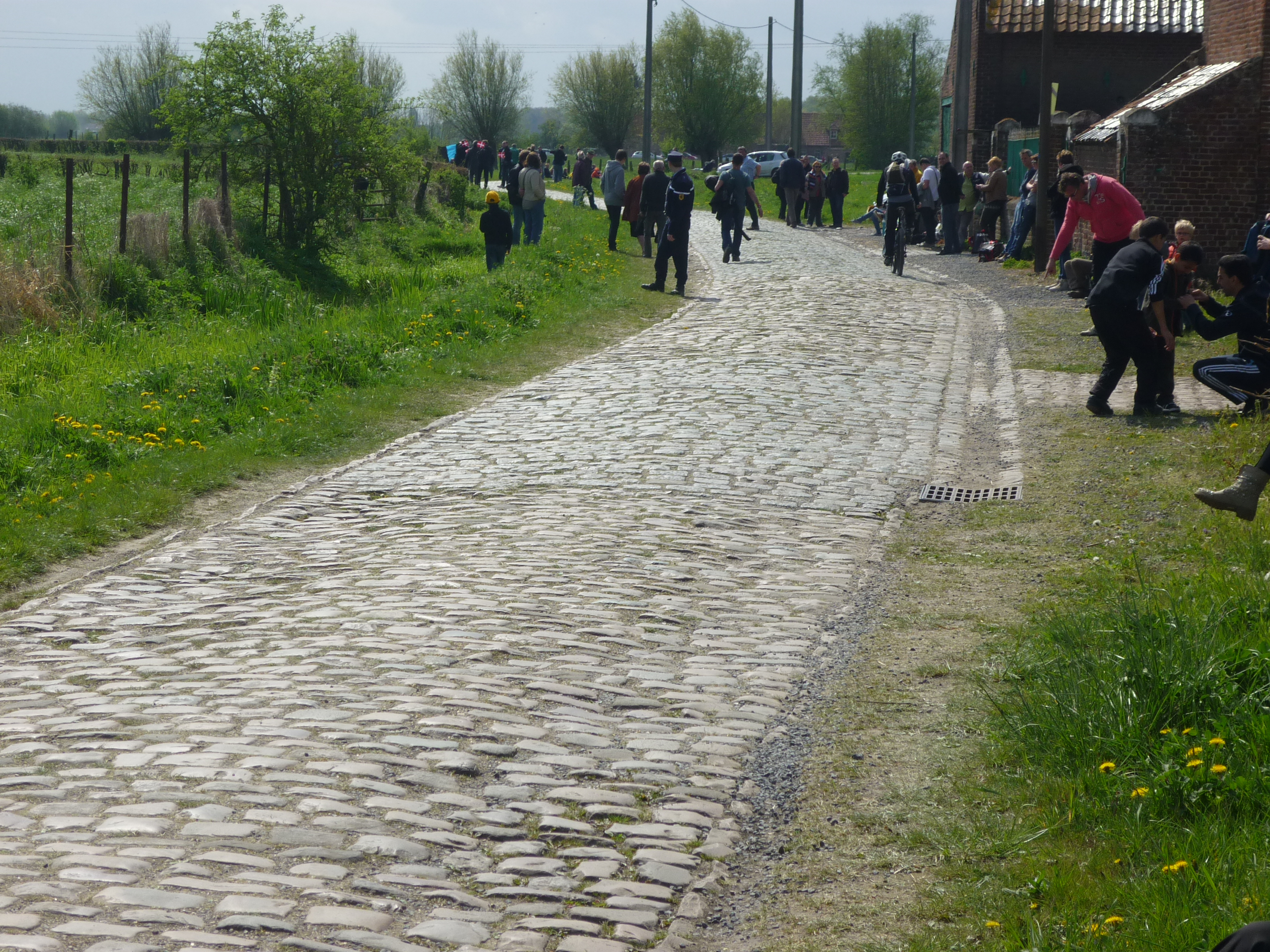
Pavé de Tilloy-lez-Marchiennes à Sars-et-Rosières